# Xianggongzhuang
Xianggongzhuang (kinesiska: 相公庄镇, 相公庄) är en köping i Kina. Den ligger i provinsen Shandong, i den östra delen av landet, omkring 51 kilometer öster om provinshuvudstaden Jinan. Antalet invånare är 58 227. Befolkningen består av 29 811 kvinnor och 28 416 män. Barn under 15 år utgör 15,0 %, vuxna 15-64 år 72 %, och äldre över 65 år 12,0 %.
Genomsnittlig årsnederbörd är 818 millimeter. Den regnigaste månaden är juli, med i genomsnitt 300 mm nederbörd, och den torraste är januari, med 6 mm nederbörd.